# Ghiudem
Le ghiudem est une charcuterie traditionnelle roumaine. Le ghiudem est une sorte de saucisse très sèche et épicée, préparée avec de la viande de chèvre ou parfois de mouton avec de la viande de bœuf. 